# Olga Schoberová
Olga Schoberová, detta Olly, nota anche con lo pseudonimo di Olinka Bérová (Praga, 15 marzo 1943), è un'attrice cecoslovacca.

## Biografia
Nata nell'allora Protettorato di Boemia e Moravia, inizia a recitare nei primi anni sessanta in produzioni cecoslovacche, per poi trasferirsi in Europa occidentale. Qui interpreta svariate pellicole di genere, compreso lo spaghetti western. Trasferitasi negli Stati Uniti d'America, la sua carriera cinematografica si riduce.

## Vita privata
Olga Schoberová è stata fidanzata con il campione motociclistico Giacomo Agostini, incontrato sul set del film Formula 1. L'attrice si è sposata due volte. La prima, con Brad Harris, il 16 novembre 1967, con cui ha avuto la figlia Babrinka, chiamata Sabrina. La coppia ha divorziato nel 1969. La seconda con John Calley il 30 dicembre 1972. La coppia ha divorziato il 31 dicembre 1992.

## Filmografia parziale
- Alla conquista dell'Arkansas, regia di Paul Martin (1964)
- Il segreto del garofano cinese, regia di Rudolf Zehetgruber (1964)
- I Gringos non perdonano, regia di Alberto Cardone (1965)
- Superman vuole uccidere Jessie, regia di Václav Vorlícek (1966)
- La 25ª ora (La Vingt-cinquième heure), regia di Henri Verneuil (1967)
- Strategic command chiama Jo Walker, regia di Rudolf Zehetgruber (1967)
- La donna venuta dal passato, regia di Rider Haggard (1968)
- Lucrezia, regia di Osvaldo Civirani (1968) - Lucrezia Borgia
- Formula 1 - Nell'inferno del Grand Prix, regia di Guido Malatesta (1970)
- Le calde notti di Poppea, regia di Guido Malatesta (1972)
- Arrivederci all'inferno, amici, regia di Juraj Jakubisko (1970-1989)

## Doppiatrici italiane
Nelle versioni in italiano delle opere in cui ha recitato, Olinka Bérová è stata doppiata da: 
- Melina Martello in I Gringos non perdonano, Formula 1 - Nell'inferno del Grand Prix
- Ludovica Modugno in Nick Carter quel pazzo detective americano